# Sofiane Bendjilali
Sofiane Bendjilali, né le 28 mars 1995, est un joueur algérien de handball ,,  Il se la joue.
Avec l'équipe nationale algérienne, il participe notamment au Championnat du monde 2021,.
En club, il évolue alors au Club africain.

## Palmarès

### Enéquipe d'Algérie
Championnats du monde
- 22e au Championnat du monde 2021 ( Égypte)
- 31e au Championnat du monde 2023 ( Pologne/ Suède)